# Доненхајм
Доненхајм (фр. Donnenheim) насеље је и општина у источној Француској у региону Алзас, у департману Доња Рајна која припада префектури Стразбур Кампањ.
По подацима из 2011. године у општини је живело 253 становника, а густина насељености је износила 67,29 становника/km². Општина се простире на површини од 3,76 km². Налази се на средњој надморској висини од 175 метара (максималној 189 m, а минималној 143 m).

## Демографија
| 1962. | 1968. | 1975. | 1982. | 1990. | 1999. | 2011. |
| ----- | ----- | ----- | ----- | ----- | ----- | ----- |
| 125   | 112   | 146   | 188   | 248   | 217   | 253   |

График промене броја становника у току последњих година